# Rally Koper
Rally Koper je avtomobilistična dirka na obali oziroma v Kopru. Dirka je bila organizirana leta 2004 in 2005. Obakrat pa je slavil Andrej Jereb. Velik delež k organizaciji rallyja je prispeval župan občine Koper Boris Popovič slovenski državni prvak v rallyju leta 1999.

## Zmagovalci
| Leto | Dirkač       | Sovoznik    | Dirkalnik          |
| ---- | ------------ | ----------- | ------------------ |
| 2004 | Andrej Jereb | Miran Kacin | Subaru Impreza N10 |
| 2005 | Andrej Jereb | Miran Kacin | Subaru Impreza N11 |